# Pedro Alcalá
Pedro Alcalá Guirado (Mazarrón, 19 marzo 1989) è un calciatore spagnolo, difensore svincolato.

## Caratteristiche tecniche
È un difensore centrale.

## Carriera

### Club
Cresciuto nelle giovanili del Malaga, ha esordito il 29 aprile 2007 in un match pareggiato 0-0 contro il Salamanca UDS.

### Nazionale
Ha giocato con le nazionali giovanili spagnole Under-17 ed Under-20; con quest'ultima ha anche vinto la medaglia d'oro ai Giochi del Mediterraneo del 2009.

## Statistiche

### Presenze e reti nei club
Statistiche aggiornate al 7 luglio 2017.
| Stagione         | Squadra          | Campionato       | Campionato | Campionato | Coppe nazionali | Coppe nazionali | Coppe nazionali | Coppe continentali | Coppe continentali | Coppe continentali | Altre coppe | Altre coppe | Altre coppe | Totale | Totale | Totale |
| Stagione         | Squadra          | Comp             | Pres       | Reti       | Comp            | Pres            | Reti            | Comp               | Pres               | Reti               | Comp        | Pres        | Reti        | Pres   | Reti   |        |
| ---------------- | ---------------- | ---------------- | ---------- | ---------- | --------------- | --------------- | --------------- | ------------------ | ------------------ | ------------------ | ----------- | ----------- | ----------- | ------ | ------ | ------ |
| 2006-2007        | Malaga B         | SB               | 2          | 0          |                 | -               | -               |                    | -                  | -                  |             | -           | -           | 2      | 0      |        |
| 2006-2007        | Malaga           | SD               | 1          | 0          | CR              | 0               | 0               |                    | -                  | -                  |             | -           | -           | 1      | 0      |        |
| 2007-2008        | Alcorcón         | SB               | 23         | 0          | CR              | 0               | 0               |                    | -                  | -                  |             | -           | -           | 23     | 0      |        |
| 2008-2009        | Marbella FC      | SB               | 33         | 2          | CR              | 0               | 0               |                    | -                  | -                  |             | -           | -           | 33     | 2      |        |
| 2009-2010        | Real Unión       | SD               | 15         | 0          | CR              | 0               | 0               |                    | -                  | -                  |             | -           | -           | 15     | 0      |        |
| 2010-2011        | Getafe B         | SB               | 29         | 2          |                 | -               | -               |                    | -                  | -                  |             | -           | -           | 29     | 2      |        |
| 2011-2012        | Almería B        | SB               | 28         | 1          |                 | -               | -               |                    | -                  | -                  |             | -           | -           | 28     | 1      |        |
| 2012-2013        | Almería B        | SB               | 34         | 1          |                 | -               | -               |                    | -                  | -                  |             | -           | -           | 34     | 1      |        |
| Totale Almeria B | Totale Almeria B | Totale Almeria B | 57         | 3          |                 | -               | -               |                    | -                  | -                  |             | -           | -           | 57     | 3      |        |
| 2013-2014        | Real Murcia      | SD               | 9          | 0          | CR              | 1               | 0               |                    | -                  | -                  |             | -           | -           | 10     | 0      |        |
| 2014-2015        | Costa Brava      | SD               | 33         | 2          | CR              | 0               | 0               |                    | -                  | -                  |             | -           | -           | 33     | 2      |        |
| 2015-2016        | Girona           | SD               | 34         | 1          | CR              | 1               | 0               |                    | -                  | -                  |             | -           | -           | 35     | 1      |        |
| 2016-2017        | Girona           | SD               | 39         | 4          | CR              | 1               | 0               |                    | -                  | -                  |             | -           | -           | 40     | 4      |        |
| Totale carriera  | Totale carriera  | Totale carriera  | 280        | 13         |                 | 3               | 0               |                    | -                  | -                  |             | -           | -           | 283    | 13     |        |

## Palmarès

### Nazionale
- Giochi del Mediterraneo: 1

 Pescara 2009